# Корылькикэ (приток Сукылтэчора)
Корылькикэ (устар. Корый-Кикя) — река в России, протекает по территории Ямало-Ненецкого АО. Устье реки находится в 15 км по левому берегу реки Сукылтэчор. Длина реки составляет 25 км.

## Данные водного реестра
По данным государственного водного реестра России относится к Нижнеобскому бассейновому округу, водохозяйственный участок реки — Таз. Речной бассейн реки — Таз.
Код объекта в государственном водном реестре — 15050000112115300064126.